# Kinh tế học phúc lợi
Kinh tế học phúc lợi là một lĩnh vực nghiên cứu của kinh tế học, trong đó nghiên cứu những vấn đề tiêu chuẩn, cách thức hoạt động kinh tế để làm cho phúc lợi kinh tế đat được giá trị tối đa.

## Lịch sử[1]

### Kinh tế học phúc lợi cũ
Kinh tế học phúc lợi ra đời vào năm 1920. Đại biểu xuất sắc cho thời kỳ này của kinh tế học phúc lợi là nhà kinh tế học người Anh Arthur Cecil Pigou. Tư tưởng chủ yếu của thời kỳ này đó là phúc lợi là hiệu quả sử dụng đạt được hoặc mức thỏa mãn của cá nhân, có thể so sánh được bằng số lượng giữa các cá nhân. Phúc lợi kinh tế có thể được tính toán bằng tiền.

### Kinh tế học phúc lợi mới
Kinh tế học phúc lợi mới ra đời từ thập niên 1930 của thế kỷ XX. Tư tưởng chủ yếu lúc này là hiệu quả sử dụng lớn hay nhỏ là còn tùy thuộc vào thứ tự chứ không phải là số lượng. Mức độ hiệu quả được biểu hiện thông qua mức độ thị hiếu và thu nhập của mỗi người đối với sản phẩm, làm cho phúc lợi đat tới giá trị tối đa. Phúc lợi xã hội nói chung nhờ đó cũng đạt được đến tối đa. 

## Mục đích[1]
Kinh tế học phúc lợi có mục đích là đánh giá giá trị của sản xuất, tổ chức sản xuất, phân phối của cải và thu nhập, phân tích những điều đó trong hiện tại và tương lai.

## Đối tượng nghiên cứu[1]
Kinh tế học phúc lợi lấy các phúc lợi trong kinh tế là đối tượng nghiên cứu của mình.

## Nội dunglý thuyết[1]
Theo lý thuyết của kinh tế học phúc lợi, chất lượng của hoạt động kinh tế được xem xét dưới góc độ bình đẳng và hiệu quả. Sự bình đẳng theo chiều ngang xuất hiện khi sự bình đẳng dành cho những người giống nhau. Còn sự bình đẳng theo chiều dọc được dành cho những người khác nhau để khắc phục hậu quả của sự khác biệt bẩm sinh.
Để tính được hiệu quả kinh tế và chất lượng đời sống, các nhà kinh tế học sử dụng cái gọi là phúc lợi kinh tế ròng. Người ta tìm cách đánh giá tổng sản phẩm quốc dân một cách chính xác hơn bằng cách loại trừ những sai sót như khoản quan trọng của tiêu dùng "thực sự" (thời gian nhàn rỗi) và các khoản không phải là tiêu dùng (dành cho quốc phòng, những sự việc đáng tiếc...).

## Phương pháp nghiên cứu
Kinh tế học phúc lợi có phương pháp nghiên cứu khá phức tạp, song kinh tế thay đổi nên phương pháp đánh giá cũng phải thay đổi, đặc biệt là về vấn đề ô nhiễm môi trường, lợi của một nhóm người là hại của nhiều người khác. Một số chính phủ đề ra nguyên tắc "kẻ gây ô nhiễm phải trả đền bù", tức là tiếp cận thị trường theo quan điểm của kinh tế học phúc lợi.

## Bản chất[1]
Kinh tế học phúc lợi có bản chất của kinh tế học tư sản, xem nhẹ sự khác biệt giữa các giai cấp, tầng lớp và không nghĩ đến các chế độ kinh tế khác nhau thì khác nhau như thế nào.